# Diarrhena
Diarrhena és un gènere de plantes de la família de les poàcies, ordre de les poals, subclasse de les commelínides, classe de les liliòpsides, divisió dels magnoliofitins. És l'únic tàxon de la tribu Diarrheniae.

## Taxonomia
- Diarrhena americana P. Beauv.
  - Diarrhena americana var. americana
  - Diarrhena americana var. obovata Gleason
- Diarrhena aquatica (L.) Raspail
- Diarrhena arundinacea (Zea ex Lag.) Rydb.
- Diarrhena fauriei (Hack.) Ohwi
  - Diarrhena fauriei var. koryoensis (Honda) I.C. Chung
- Diarrhena festucoides (Raf.) Fernald
- Diarrhena japonica Franch. & Sav.
- Diarrhena koryoensis Honda
- Diarrhena mandshurica Maxim.
- Diarrhena obovata (Gleason) Brandenburg
- Diarrhena setacea (Poir.) Roem. & Schult.
- Diarrhena yabeana Kitag.